# Pablo de Sarasate
Œuvres principales
- Zigeunerweisen
- Carmen-Fantaisie

Répertoire
- Symphonie espagnole d’Édouard Lalo
- Introduction et Rondo Capricioso op. 28 de Camille Saint-Saëns
- Concerto pour violon no 3 de Saint-Saëns
- Fantaisie écossaise de Max Bruch

Pablo de Sarasate, de son nom complet Martín Melitón Pablo de Sarasate y Navascués, né le 10 mars 1844 à Pampelune et mort le 20 septembre 1908 à Biarritz, est un violoniste et compositeur espagnol. Il était l’un des violonistes virtuoses les plus célèbres de son époque.

## Biographie
Pablo Sarasate était fils d’un chef de fanfare militaire. Il se produisit pour la première fois en public à l’âge de huit ans, puis étudia tout d’abord à Madrid puis au Conservatoire de Paris (dans la classe de Delphin Alard) où il remporte des premiers prix de violon et de solfège en 1857 et d'harmonie en 1859. Dès 1859, il se produisit en tournée dans toute l’Europe aussi bien que dans les deux Amériques, du Nord et du Sud. Il acquiert un Stradivarius en 1866. Sarasate a fait don à sa ville natale plusieurs présents qu'il a reçu durant sa vie. Par testament, il lègue son Stradivarius au musée du Conservatoire de Paris.
Les propres compositions de Sarasate sont principalement des morceaux brillants destinés à mettre en valeur sa virtuosité. La plus connue de ses œuvres est probablement Zigeunerweisen (1878), morceau pour violon et orchestre. Cinq ans plus tard, en 1883, il composa un autre morceau pour violon et orchestre, Carmen-Fantaisie, qui reprenait des thèmes utilisés dans l'opéra Carmen de Georges Bizet. Il réalisa également des arrangements pour violon de diverses œuvres d’autres compositeurs.

## Instrument
En 1866, Pablo de Sarasate fait l'acquisition du Stradivarius Sarasate. Il conserve et joue avec ce violon jusqu'à sa mort en 1908.

## Postérité et hommages
Sarasate est le dédicataire d'un certain nombre d'œuvres, dont la Symphonie espagnole d’Édouard Lalo, le Concerto pour violon no 3 op. 61 et l’Introduction et Rondo capriccioso op. 28 de Camille Saint-Saëns ou la Fantaisie écossaise (Scottish Fantasy) de Max Bruch et du second concerto op.22 de Henryk Wieniawski.
Le peintre américain James McNeill Whistler a réalisé, en 1884, un portrait de Sarasate intitulé Arrangement in Black: Pablo de Sarasate.
Dans la nouvelle La Ligue des rouquins (1891) de Conan Doyle, Sherlock Holmes et le Dr. John H. Watson assistent à un concert de Sarasate. Il apparaît également comme personnage clé dans un pastiche holmésien signé Anthony Burgess : Meurtre en musique.
Dans le roman policier d'Andrea Camilleri La Voix du violon, une vieille dame, amie du commissaire, écoute le violoniste du dessus jouer pour elle la Danse espagnole de Sarasate et le Scherzo-Tarentelle de Wieniawski.
Une rue du 15e arrondissement de Paris porte son nom, la rue Sarasate, qui est citée dans la chanson Comme ils disent de Charles Aznavour.

## Concerts
- Le samedi 27 mars 1875, il participe au 45e concert de la Société nationale de musique qui se tient à la salle Pleyel à  Paris en compagnie de Marie Battu (1837-1919) et Marie Trélat (1834-1914), ainsi qu'avec le violon alto : Alfred Louis Guillaume Turban (1847-1896) et Camille Saint-Saëns au piano [3]

## Enregistrements par le compositeur
Dans les premières années du XXe siècle, il a participé à dix enregistrements à la fin de 1904 (novembre?) à Paris. Un disque de 25 cm « Gramophone » avec l'ange graveur (marque de fabrique de Berliner, inventeur du disque phonographique) contient deux enregistrements de Sarasate, l'un, « Miramar-Zortzico », op. 42, sur une face, l'autre « Tarentelle » (de « Introduction et Tarentelle », op. 43), sur l'autre face. Ce sont deux solos de violon, exécuté par l'auteur, cela est précisé sur l'étiquette du disque. La référence du disque sur l'étiquette est G.C.-37933. Les références gravées au centre du disque sont pour une face « 4260o » et 37933 et sur la seconde « 4261o » et 37934. Il a également enregistré « Zigeunerweisen » op. 20 no 1, « Caprice Basque » op. 24, « Capriccio Jota » (de « Introduction et caprice-jota » op. 41), « Habanera » op. 26 no 2, « Zapateado » op. 23 no 2, « Nocturne » op. 9 no 2 et le « Prélude » de la Partita no 3 en mi maj. de Jean-Sébastien Bach.
| Num. catalogue | Matrice | Titre                                    | Compositeur       |
| -------------- | ------- | ---------------------------------------- | ----------------- |
| 37929          | 4262o   | Caprice basque Op 24                     | Pablo de Sarasate |
| 37930          | 4263o   | Zigeunerweisen Op 20, pt 1               | Pablo de Sarasate |
| 37931          | 4258o   | Partita No 3: Prélude BWV 1006           | J. S. Bach        |
| 37932          | 4259o   | Caprice jota Op 41                       | Pablo de Sarasate |
| 37933          | 4260o   | Tarentelle Op 43                         | Pablo de Sarasate |
| 37934          | 4261o   | Miramar "Zortzico" Op 42                 | Pablo de Sarasate |
| 37935          | 4264o   | Zigeunerweisen Op 20, pt 2               | Pablo de Sarasate |
| 37936          | 4265o   | Habanera, Danse des souliers Op 23 No 2  | Pablo de Sarasate |
| 37937          | 4266o   | Zapateado, Danse des souliers Op 23 No 2 | Pablo de Sarasate |
| 37938          | 4267o   | Nocturne Op 9 No 2                       | Frédéric Chopin   |

## L'œuvre
- Sans numéro d'opus :

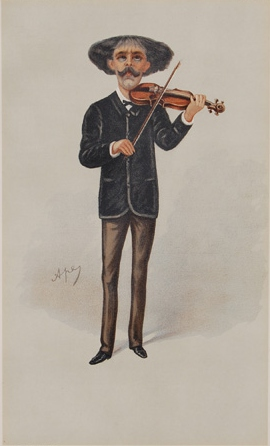
Caricature de Sarasate, « L'homme du jour », Vanity Fair, 1889.

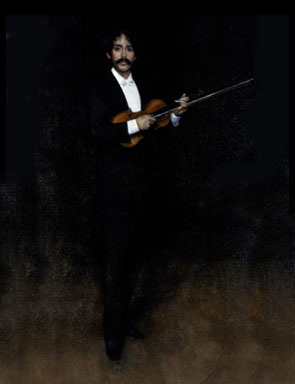
Arrangement in Black: Pablo de Sarasate, par Whistler, 1884.

  - Fantasía Capricho pour violon et piano, manuscrit de 1862 et redécouvert en 1981[4]
  - Souvenir de Fausto pour violon et piano
  - Mazurka en mi pour violon et piano
- Fantaisie sur La « Forza del destino » (de Verdi) op. 1 - Violon et piano : encore tout jeune, Sarasate écrit plus dans le style de son professeur Delphin Allard.
- Hommage à Rossini op. 2 - Violon et piano : Cette pièce a été écrite avec le concours de Louis Diémer, camarade de classe et ami de Sarasate et grâce à qui nous avons droit dans cette œuvre à une partie piano remarquable. Les thèmes de cette composition, pastichant Rossini sont tirés du « Barbier de Séville », « Moïse » et « Othello ». Le grand compositeur italien était charmé par le jeune Sarasate, qui était souvent invité à ses célèbres « soirées ».
- La Dame blanche de Boildieu op. 3 - Violon et orchestre
- Rêverie op. 4 - Violon et piano, dédiée à la femme qui l'a élevé[4]
- Fantasía de Romeo y Juliette op. 5 - Violon et piano : la pièce fait un peu plus de dix minutes, dédiée à sa mère adoptive, Mme Lassabathie[5].
- Caprice on Mireille op. 6 - Violon et piano, sur un thème de l'opéra de Charles Gounod
- Confidence op. 7 - Violon et piano
- Souvenir de Domont op. 8 - Violon et piano
- Les Adieux op. 9 no 1 - Violon et piano
- Transcription du Nocturne no 2 en Mi bémol Majeur de Chopin op. 9 no 2- Violon et piano
- Sérénade Andalouse op. 10 - Violon et piano
- Le sommeil op. 11 - Violon et piano, dédié au père adoptif du compositeur[4]
- Moscovienne op. 12 - Violon et piano
- Fantasía de Fausto op. 13 - Violon et orchestre
- Fantasy on Der Freischütz op. 14- Violon et orchestre
- Mosaíque de Zampa op. 15 - Violon et piano : basée sur l'opéra de Hérold
- Gavota on Mignon op. 16 - Violon et piano : Basée sur l'opéra d'Ambroise Thomas, cette pièce fut l'une des plus célèbres de Sarasate et les envolées lyriques du violon sont très dans le style « Bel canto »
- Priére at Berceuse op. 17 - Violon et piano
- Airs espagnols op. 18 - Violon et piano
- Fantasy on Martha op. 19 - Violon et piano : Basée sur l'opéra de Flotow, Sarasate utilise l'air fameux de ténor « M'appari » comme thème central
- Zigeunerweisen op. 20 no 1 - Violon et orchestre
- Malagueña (Danse Espagnole no 1) op. 21 no 1- Violon et piano : Probablement une œuvre originale (c'est-à-dire non inspirée d'un air composé par quelqu'un d'autre), la partie centrale, traitée comme si c'était de la guitare, met en valeur les pizzicati de la main gauche
- Habanera (Danse Espagnole no 2) op. 21 no 2 - Violon et piano : Cette œuvre se base sur l'air « De la patria del cacao, del chocolate y del café » tiré de la zarzuela « La Gallina Ciega » de Fernández Caballero (es). Édouard Lalo, ami de Sarasate, a utilisé le même thème dans son concerto pour Violoncelle.
- Romanza andaluza (Danse Espagnole no 3) op. 22 no 1 - Violon et piano : Une œuvre originale, bien dans le style andalou.
- Jota navarra (Danse Espagnole no 4) op. 22 no 2 - Violon et piano : Contient des citations d'une zarzuela de Ondrid ainsi que de la jota « Viva Navarra » de Joaquin Larregla.
- Playera (Danse Espagnole no 5) op. 23 no 1 - Violon et piano : Cette pièce est un exemple de « canto hondo », chanson bohémienne passionnée du sud de l'Espagne et très flamenco dans son caractère.
- Zapateado (Danse Espagnole no 6) op. 23 no 2 - Violon et Piano : À l'origine une danse espagnole.
- Capricho vasco op. 24 - Violon et piano
- Fantasia de Carmen op. 25 - Violon et orchestre
- Vito (Danse Espagnole no 7) op. 26 no 1 - Violon et piano: Semble être plus une transcription qu'une œuvre originale puisqu'elle reprend presque entièrement la chanson de Fermin Maria Alvarez connue sous le titre « La Partida ». L'enregistrement de cette chanson par Caruso offre d'ailleurs une intéressante comparaison.
- Habanera (Danse Espagnole no 8) op. 26 no 2 - Violon et piano
- Jota aragonesa op. 27 - Violon et piano

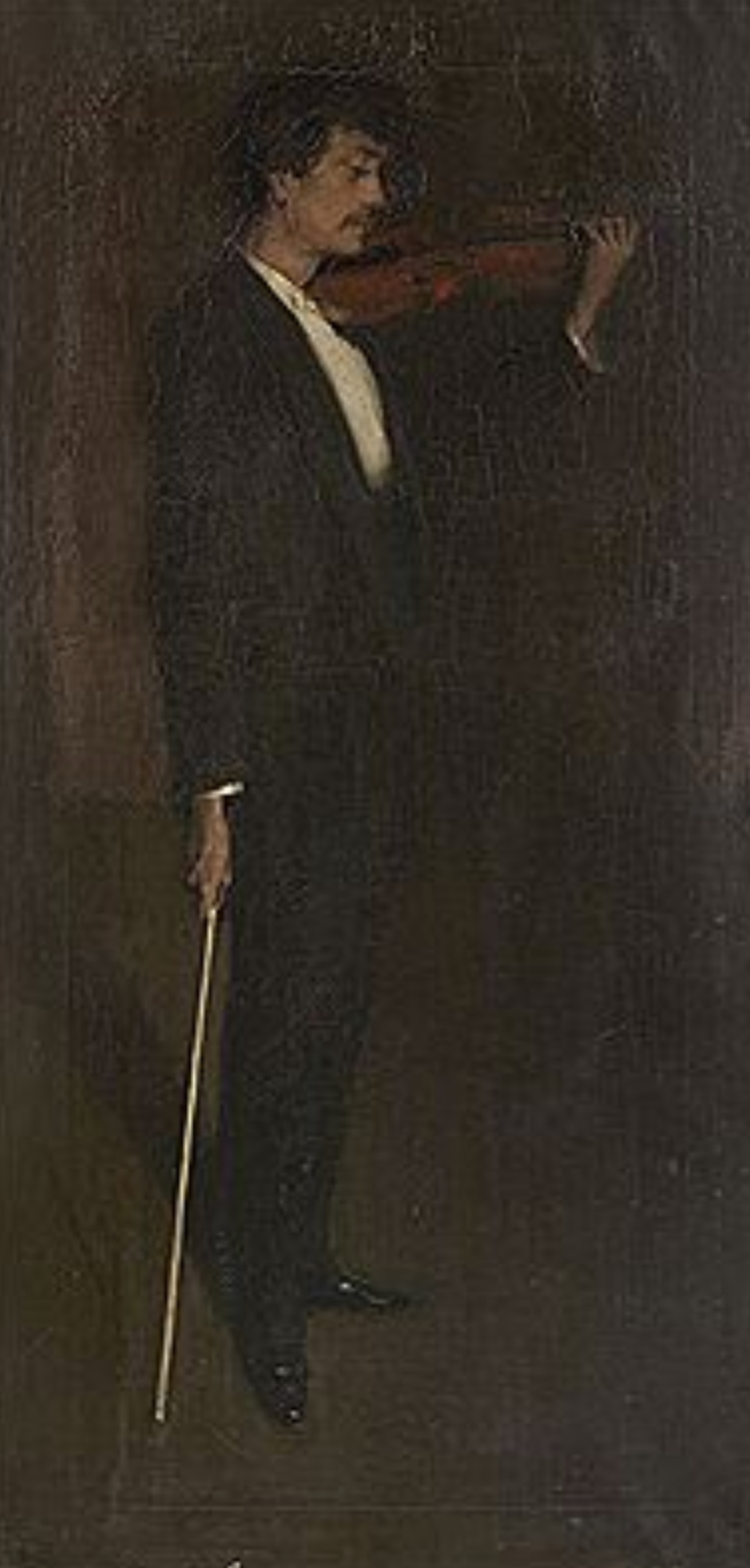
Portrait de Pablo de Sarasate, par David Thomas Muirhead, coll. particulière.

- Serenata andaluza op. 28 - Violon et piano
- El canto del ruiseñor op. 29 - Violon et orchestre : « le chant du rossignol » a été orchestré secondairement par Édouard Lalo[5].
- Bolero op. 30 - Violon et piano, dédié à Martin Marsick, professeur de violon au conservatoire de Paris[4]
- Balada op. 31 - Violon et piano
- Muñeira op. 32 - Violon et orchestre
- Navarra op. 33 - Violon et orchestre
- Airs Écossais op. 34 - Violon et orchestre, dédié au violoniste Eugène Ysaÿe
- Peteneras, caprice espagnol op. 35 - Violon et piano
- Jota de San Fermín op. 36 - Violon et piano
- Zortzico Adiós montañas mías op. 37 - Violon et piano
- Viva Sevilla! op. 38 - Violon et orchestre
- Zortzico de Iparraguirre op. 39- Violon et piano, transcription d'une danse écrite par le compositeur basque José Maria de Iparraguirre[4]
- Introduction et fandango varié op. 40- Violon et piano
- Introduction et caprice-jota op. 41 - Violon et orchestre
- Zortzico Miramar op. 42 - Violon et orchestre
- Introduction et tarantelle op. 43 - Violon et orchestre
- La chase op. 44- Violon et orchestre : « La Chasse » a été dédiée au violoniste belge César Thomson[5].
- Nocturno — Serenata op. 45 - Violon et orchestre
- Gondoliéra Veneziana op. 46 - Violon et piano
- Melodía rumana op. 47 - Violon et piano: basée sur deux airs de flûte de Pan de Transylvanie.
- L'Esprit Follet op. 48 - Violon et orchestre
- Canciones rusas op. 49 - Violon et orchestre: l'œuvre fait un peu moins de dix minutes, reprenant deux chants folkloriques
- Jota de Pamplona op. 50 - Violon et orchestre
- Fantaisie sur Don Giovanni op. 51 - Violon et piano
- Jota de Pablo op. 52 - Violon et orchestre
- Le Rêve op. 53 - Violon et piano
- Fantaisie sur La Flûte Enchantée op. 54 - Violon et orchestre